# Craig Ramsay
Craig Edward Ramsay (* 17. März 1951 in Weston, Ontario) ist ein ehemaliger kanadischer Eishockeyspieler, -trainer und -funktionär, der im Verlauf seiner aktiven Karriere zwischen 1967 und 1985 unter anderem 1159 Spiele für die Buffalo Sabres in der National Hockey League auf der Position des linken Flügelstürmers bestritten hat. Im Jahr 1985 erhielt Ramsay die Frank J. Selke Trophy als bester Defensivstürmer der NHL. Nach seinem Karriereende wurde er als Trainer sowie Funktionär tätig und ist seit dem Jahr 2017 Cheftrainer der slowakischen Nationalmannschaft. 

## Karriere
Ramsay spielte während seiner Juniorenzeit zwischen 1967 und 1971 für die Peterborough Petes in der Ontario Hockey Association. Nach vier Jahren dort wurde beim NHL Amateur Draft 1971 von den Buffalo Sabres in der zweiten Runde als 19. ausgewählt.
Der Flügelstürmer begann mit den Cincinnati Swords in der American Hockey League, bevor er im Laufe der Saison 1971/72 den Sprung zu den Sabres in die NHL schaffte. Er entwickelte sich zu einem der besten defensiven Stürmer und so passte auch sein Spitzname „Rammer“ zu seiner Spielweise. Gemeinsam mit Don Luce und Danny Gare bildete er über Jahre die defensive Reihe der Sabres. Doch ihre Stärke war es nicht nur die Stars der Gegner aus dem Spiel zu nehmen, jeder von ihnen erzielte auch regelmäßig über 20 Tore pro Saison. 1983 beendete ein Fußbruch eine Serie von 776 Spielen in Folge.

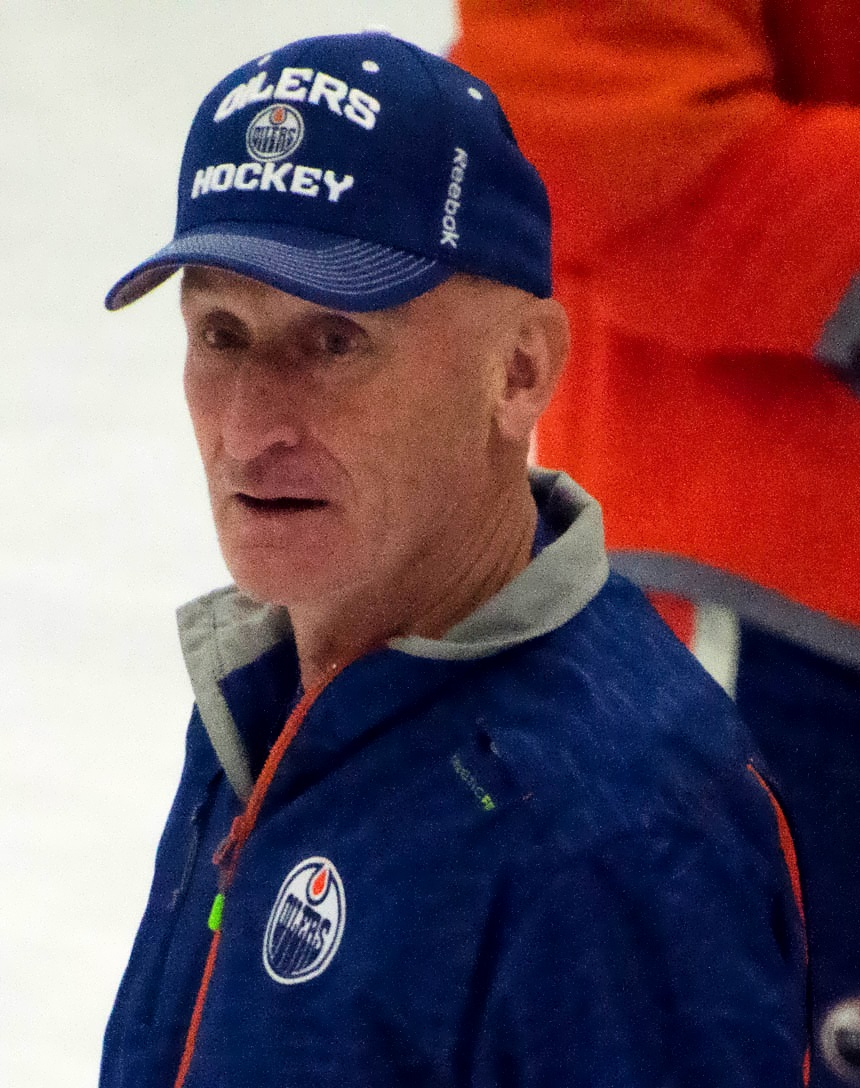
Ramsay, 2014

Als man ihm nach der Saison 1984/85 einen Job im Trainerstab der Sabres anbot, beendete er seine aktive Karriere. Im Laufe der Saison 1986/87 übernahm er das Team vorübergehend als Cheftrainer. Es folgten Jobs als Assistenztrainer bei den Florida Panthers, den Ottawa Senators und den Philadelphia Flyers. Bei den Flyers hatte er in der Saison 2000/01 auch seinen zweiten Job als Cheftrainer. Danach schloss er sich dem Trainerstab der Tampa Bay Lightning an. 2004 gewannen sie den Stanley Cup. Im Sommer 2007 wechselte er zu den Boston Bruins, wo die folgenden drei Jahre als Assistenztrainer tätig war. Im Juni 2010 wurde er zum Cheftrainer der Atlanta Thrashers ernannt. Nach der Umsiedlung der Thrashers zur Saison 2011/12 nach Winnipeg, Manitoba, wurde der Kanadier nicht weiterverpflichtet. Seine vakante Position wurde durch Claude Noël besetzt. Am 7. Juli 2011 wurde Ramsey als Assistenztrainer bei den Florida Panthers vorgestellt.
Dort arbeitete er unter Cheftrainer Kevin Dineen und musst im Rahmen dessen Entlassung im November 2013 ebenfalls seinen Posten räumen. Im Juni 2014 schloss er sich, ebenfalls als Assistenztrainer, den Edmonton Oilers an, die ihn ein Jahr darauf wieder entließen. Von August 2015 bis zum Jahr 2017 war er in beratender Funktion für die Canadiens de Montréal tätig. Seit dem Jahr 2017 ist er Cheftrainer der slowakischen Nationalmannschaft, mit der er bei den Olympischen Winterspielen 2022 die Bronzemedaillen errang.

## Erfolge und Auszeichnungen
- 1976 Teilnahme am NHL All-Star Game
- 1985 Frank J. Selke Trophy
- 2004 Stanley-Cup-Gewinn mit den Tampa Bay Lightning (als Assistenztrainer)

### International
- 2022 Bronzemedaille mit der slowakischen Nationalmannschaft bei den Olympischen Winterspielen (als Cheftrainer)

## Franchise-Rekorde
- 776 aufeinanderfolgende Spiele für die Buffalo Sabres (27. März 1973 bis 10. Februar 1983)

## Karrierestatistik
(Legende zur Spielerstatistik: Sp oder GP = absolvierte Spiele; T oder G = erzielte Tore; V oder A = erzielte Assists; Pkt oder Pts = erzielte Scorerpunkte; SM oder PIM = erhaltene Strafminuten; +/− = Plus/Minus-Bilanz; PP = erzielte Überzahltore; SH = erzielte Unterzahltore; GW = erzielte Siegtore; 1 Play-downs/Relegation; Kursiv: Statistik nicht vollständig)

### NHL-Trainerstatistik
(Legende zur Trainerstatistik: Sp oder GC = Spiele insgesamt; W oder S = erzielte Siege; L oder N = erzielte Niederlagen; T oder U = erzielte Unentschieden; OTL oder OTN = erzielte Niederlagen nach Overtime oder Shootout; Pts oder Pkt = erzielte Punkte; Pts% oder Pkt% = Punktquote; Win% = Siegquote; Resultat = erreichte Runde in den Play-offs)